# Salvador Busquets i Vila
Salvador Busquets i Vila (Salvador (Brasil), 1958) ha estat director de Càritas Diocesana de Barcelona des del juliol de 2014 fins al 29 de setembre de 2023, i des del gener del 2025 és el nou president de Càritas Catalunya.

## Biografia
Llicenciat en Ciències Econòmiques i Empresarials per la Universitat de Barcelona va fer cursos de postgrau en Fiscalitat i en Direcció de Màrqueting. Va desenvolupar la seva activitat professional en el sector privat fins a l'any 1995, en què es va incorporar a Arrels Fundació, com a director. Participa o ha participat en diferents òrgans tècnics relacionats en temes d'exclusió i pobresa com el Pla Nacional d'Inclusió, el Model d'Atenció a Persones Sense Llar, el Consell de l'Habitatge Social de Barcelona i el Consell Assessor de Polítiques Socials i Familiars de la Generalitat de Catalunya (CAPSIF). El juliol de 2014 fou nomenat director de Càritas Diocesana de Barcelona per un període de quatre anys per l'arquebisbe Lluís Martínez Sistach, després d'escoltar el Consell Diocesà de Càritas, en substitució de Jordi Roglà de Leuw. El setembre de 2023, després de nou anys al davant de l'organització, en els quals va haver de fer front als efectes de la crisis de 2008, de la pandèmia de la Covid i de la Guerra d'Ucraïna, va ser substituït pel fins aleshores responsable d'Acció Social de Caritas, Eduard Sala i Paixau.
El 7 de gener de 2025, Salvador Busquets i Vila es convertí en el nou president de Caritas Catalunya al capdavant de Càritas Catalunya, prenent el relleu de Francesc Roig Queralt, que havia estat president de l'entitat durant vuit anys (dos mandats de quatre anys), del 2016 fins al 2025.